# Protarum
Protarum, monotipski rod kozlačevki smješten u vlastiti tribus Protareae, dio je potporodice Aroideae. Jedina vrsta je P. sechellarum, čiji su jedini izvorni areal Sejšeli (otok Mahé). To je gomoljasti geofit koji prvenstveno raste u sezonski suhim tropskim biomima.